# Martin Gamma
Martin Gamma (* 21. März 1856 in Altdorf; † 22. Oktober 1937 ebenda, katholisch, heimatberechtigt in Altdorf) war ein Schweizer Politiker (FDP).

## Biografie
Martin Gamma kam am 21. März 1856 in Altdorf als Sohn des Landweibels Martin Gamma senior und der Aloisia geborene Arnold zur Welt. Nach Abschluss einer kaufmännischen Ausbildung in Grandson trat Martin Gamma in den Urner Staatsdienst ein. Zuerst war er ab 1874 als Gehilfe bei der Hypothekarkasse, ab 1880 als Adjunkt und ab 1888 als Vorsteher der Staatskasse, schliesslich ab 1894 als Landesfürsprecher und Betreibungsbeamter der Gemeinde Altdorf, tätig. Zusätzlich arbeitete er als Versicherungsberater und Zeitungsredakteur.
Daneben engagierte er sich in Schützen- und Sängerkreisen sowie in der Tellspielgesellschaft. Im Jahr 1935 verfasste er "Das Rütli". Ferner war er zwischen 1898 und 1937 unter anderem im Verwaltungsrat der Elektrizitätswerke Altdorf AG und in verschiedenen Kulturorganisationen vertreten.
Martin Gamma heiratete im Jahr 1886 Emma, die Tochter des New Yorker Bijoutiers Christian Linherr. Er verstarb am 22. Oktober 1937 fünf Monate vor Vollendung seines 82. Lebensjahres in Altdorf.
Martin Gamma, Mitglied der Freisinnig-Demokratischen Partei, begann seine politische Laufbahn im Jahre 1886 im Gemeinderat von Altdorf, dem er bis 1892 angehörte, dazu ab 1891 als Präsident. Auf kantonaler Ebene war er zunächst von 1888 bis 1894, 1896 bis 1900 sowie 1904 bis 1912 im Urner Landrat vertreten. Danach amtierte er von 1915 bis 1924 als Regierungsrat, davon 1915 bis 1920 als Vorsteher der Finanz-, daran anschliessend bis 1924 der Militär- und Gewerbedirektion. Zudem stand er dem Regierungsrat von 1915 bis 1919 als Landammann vor. Darüber hinaus vertrat er auf eidgenössischer Ebene seinen Kanton nach den Parlamentswahlen 1914 bis 1925 im Nationalrat.
Martin Gamma spielte eine führende Rolle bei der Bewältigung der Krise der Ersparniskassa und forcierte ab 1919 die Melioration der rechtsufrigen Reussebene. Ab dem Jahr 1892 baute er die urnerische Freisinnige Partei auf, die sich 1904 dem schweizerischen Freisinn anschloss. Als Organ diente die 1892 gegründete "Gotthard Post", die Gamma von Beginn an redigierte und ab 1912 in der eigenen Druckerei herausgab. Martin Gamma wird zu den wichtigsten Urner Politikern in den Jahrzehnten um 1900 gezählt.